# Mesquita de Derbent Juma

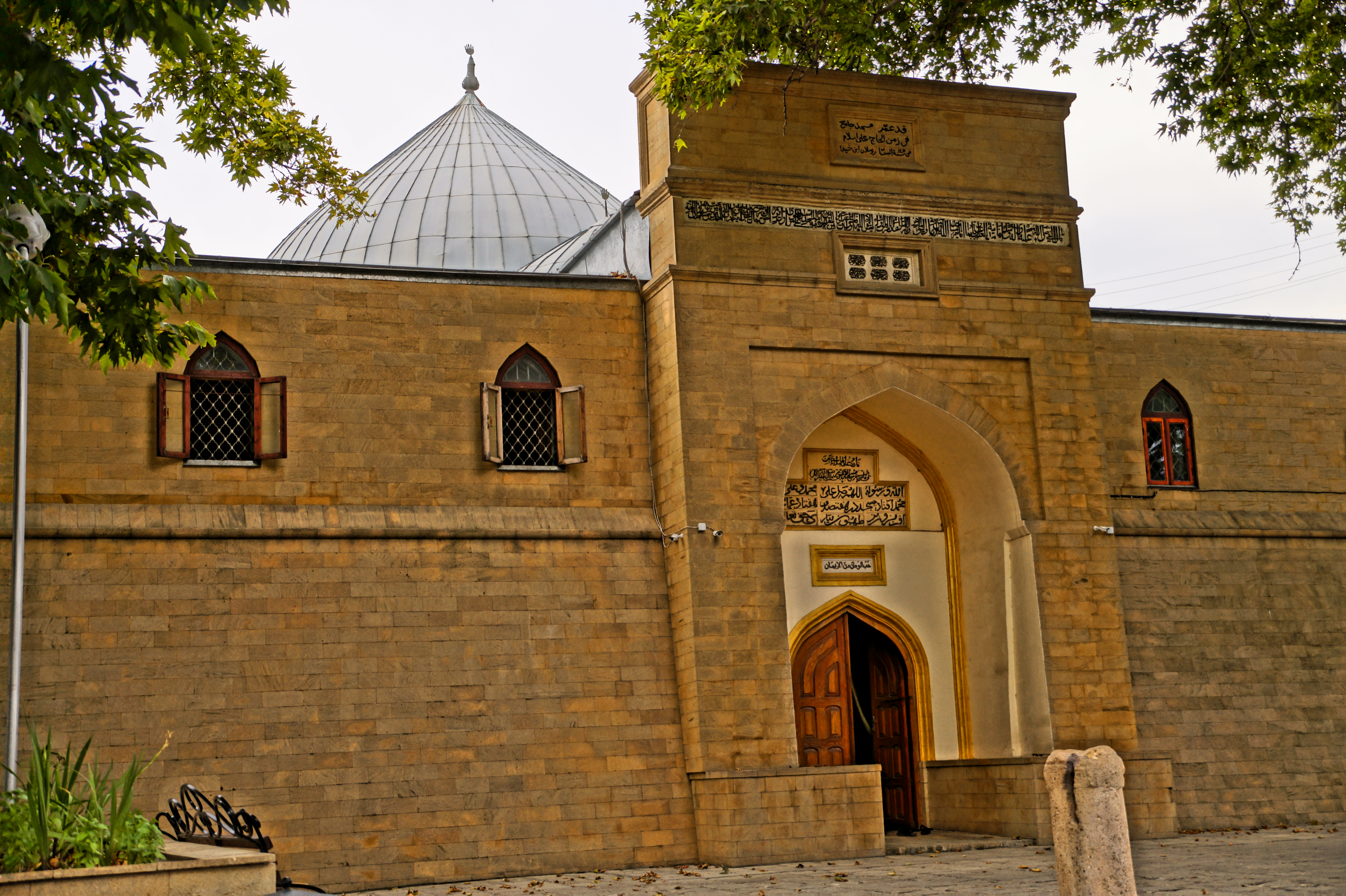
Parte frontal da mesquita

Derbent Juma Mosque é a mesquita mais antiga da Rússia. A mesquita está localizada no centro da parte antiga de Derbent . 

## História
Em 733, uma mesquita foi construída em cada um dos 7 mahals de Derbent. Juntamente com essas mesquitas, uma grande mesquita foi construída para realizar a oração comum de sexta-feira. O número de mesquitas aumentou ao longo do tempo, e em 1796 já haviam 15 mesquitas em Derbent. Acima da entrada da mesquita, há uma inscrição declarando que entre 1368 e 1369 a mesquita foi reconstruída após um terremoto por Tazhuddin, de Baku. Em 1815, a expansão e construção de todo o complexo da mesquita foi concluída. Nos anos 30, a mesquita foi fechada durante uma campanha ateísta lançada em toda a URSS  . 
Em 1474-1475, a construção da madrasah começou  . 
De 1938 a 1943, foi reconstruída em uma prisão da cidade. Em 1943, por ordem de Moscou, a mesquita foi devolvida ao clero da cidade com o direito de continuar a usá-la para os fins a que se destinava. Nos anos soviéticos, a mesquita de Juma era a maior do norte do Cáucaso e, até os últimos anos, era a única em todo o Daguestão do Sul. Por esse motivo, os fiéis de diferentes regiões do Daguestão do Sul se reuniram na oração de sexta-feira em Derbent  . 
Depois que a mesquita retornou na década de 1940, uma carta da mesquita foi elaborada na própria e um conselho de 20 pessoas foi eleito. O primeiro presidente do conselho da mesquita de juma foi Meshedi Ali-Hussein. As comunidades sunita e xiita da cidade têm seus imãs  . 
Em 2015, em preparação para a comemoração do 2000º aniversário de Derbent, foram realizados trabalhos de restauração na mesquita  . 

## Arquitetura

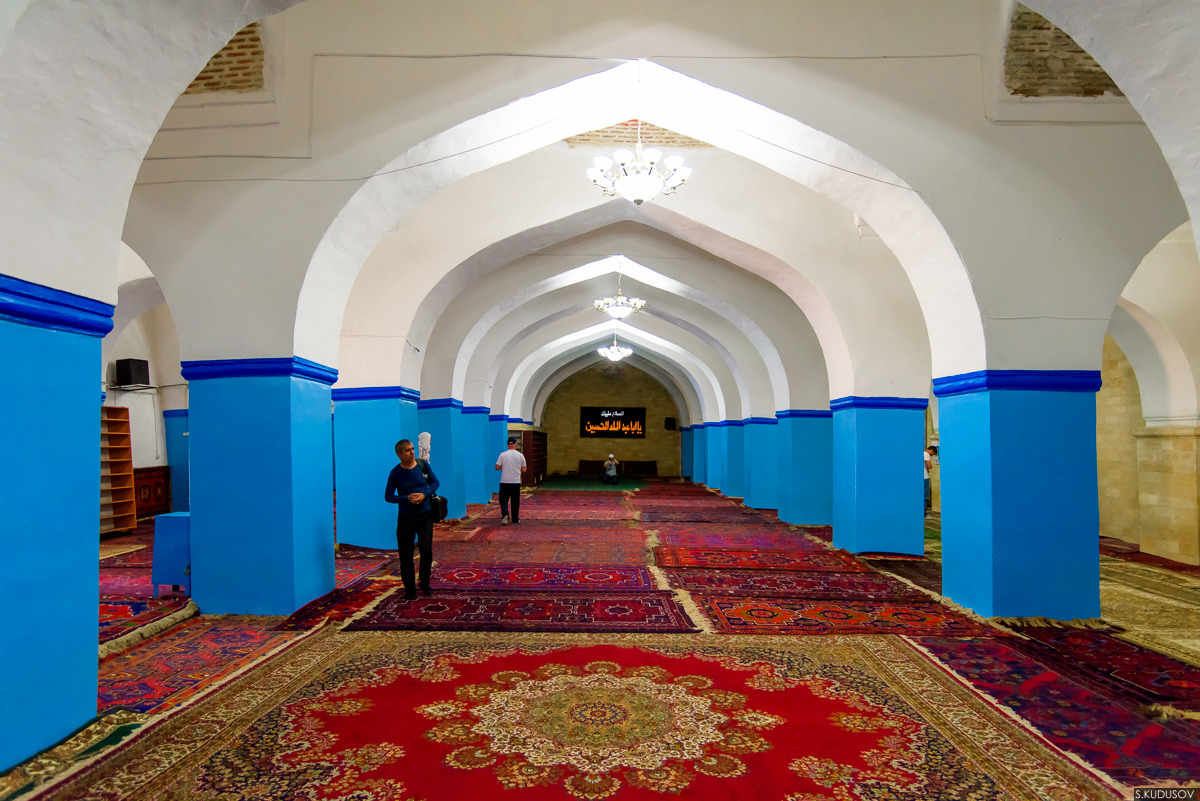
Salão principal

Hoje, o complexo da mesquita de Juma consiste em uma mesquita principal, uma madrasah e alojamentos para o clero. Na época da construção da mesquita (733-734), era o maior edifício da cidade. As dimensões da mesquita são: 68 m - de oeste para leste e 28 m - de sul para norte. A altura da cúpula é de 17 m  . 
O interior da mesquita consiste em três naves, separadas por pilares quadrados - pilares com capitéis perfilados. A largura da nave do meio é de 6,3 m, e o lado - 4 m, são lançados arcos de lanceta entre os pilares  . 
Apesar de sua história secular, a mesquita está bem preservada. Juma Mesquita, inscrita no registo do patrimônio cultural pela UNESCO  . 

No final da década de 1820, o escritor Alexander Bestuzhev-Marlinsky descreveu a mesquita de Juma da seguinte forma: 
 “... Um verso do Alcorão queima acima das portas principais. Entre, e de repente algum crepúsculo o envolve, um silêncio involuntário de respeito vence ... As orações dos fiéis murmuram baixinho; sentados de joelhos ou agachados no tapete, estão imersos em reverência; nem ouvir nem olhar convida sua atenção para os objetos cercados. À direita e à esquerda, duas fileiras de arcadas com arcos de lancetas, entrelaçando as sombras de seus pilares na plataforma, entram na escuridão. Aqui e ali, os compartimentos de oração são um pouco iluminados pela luz pálida que afundou na névoa através de pequenas janelas de cima. As andorinhas voam sob a cúpula e voam para o céu, como palavras de súplica; tudo respira na ausência do presente ... e evoca sentimentos gratificantes para um coração cansado ”  . 
 O pátio da mesquita tem dimensões de 55 por 45 metros. Quatro velhos plátanos decoram o pátio da mesquita, pelo qual a mesquita Juma pode ser reconhecida de qualquer lugar em Derbent  . Em 2012, os plátanos da mesquita de Juma foram reconhecidos como monumentos da vida selvagem de todo o significado russo e foram levados sob a proteção do Conselho para a Preservação do Patrimônio Natural da Nação no Conselho da Federação da Assembléia Federal da Federação Russa  . 